# ويندرمير
ويندرمير (بالإنجليزية: Windermere)‏ هي أكبر بحيرة طبيعية في إنجلترا. وهي بحيرة شريطية تتشكل خلال ذوبان الجليد من قمم الجبال إلى أسفل الوادي. تعتبر من أكثر المناطق شعبية في إنجلترا خلال موسم الرحلات والعطل وتنتشر فيها بيوت التصييف منذ وصول الخط الحديدي إليها قادماً من كيندل عام 1847. وتشكل تاريخًا جزءًا من الحدود بين لانكشاير وويستمورلاند، وهي الآن داخل مقاطعة كمبريا ضمن منطقة ليك ديستريكت.